# Świętochłowice
Świętochłowice [ˌɕvjɔ̃tɔxwɔˈviʦɛ] je mesto na jugu Poljske, katerega prebivalstvo je leta 2005 štelo 55.500 ljudi.
Od leta 1999 je del Šlezijskega vojvodstva, med letoma 1975 in 1998 pa je bilo mesto del Katoviškega vojvodstva. 